# Сијера Леоне на Светском првенству у атлетици на отвореном 2015.
Сијера Леоне је учествовала  на Светском првенству у атлетици на отвореном 2015. одржаном у Пекингу од 22. до 30. августа са једном атлетичарком која се такмичила  у трци на 100 метара,
На овом првенству представница Сијера Леонеа није освојила медаљу, нити је оборила неки рекорд.

## Учесници
Жене:
- Хафсату Камара — 100 м

## Резултати

### Жене
| Атлетичарка    | Дисциплина | Лични рекорд | Квалификације | Квалификације | Полуфинале            | Полуфинале            | Финале                | Финале       | Детаљи |
| Атлетичарка    | Дисциплина | Лични рекорд | Резултат      | Место         | Резултат              | Место                 | Резултат              | Место        | Детаљи |
| -------------- | ---------- | ------------ | ------------- | ------------- | --------------------- | --------------------- | --------------------- | ------------ | ------ |
| Хафсату Камара | 100 м      | 11,61 НР     | 12,13         | 7. у гр. 6    | Није се квалификовала | Није се квалификовала | Није се квалификовала | 45 / 52 (54) |        |